# Roklen24.cz
Roklen24.cz je zpravodajský portál poskytující informace ze světa investic, trhů a ekonomiky. Kromě aktuálního zpravodajství a analýz trhů jsou na stránkách k zhlédnutí video rozhovory s osobnostmi z českého byznysu i politiky. Portál byl spuštěn 1. září 2014, ovšem již v květnu 2014 odstartoval RoklenFeed, který produkoval seznam článků z ekonomiky a finančních trhů podle agentur Reuters, Bloomberg a Six Telekurs.
Portál Roklen24.cz je jedním z produktů investiční skupiny Roklen Holding.Post šéfredaktora zastává Jan Berka, hlavním ekonomem je Pavel Peterka.